# Внутрішній контроль
Внутрішній контроль — процес, який здійснюється органом управління організації або іншими співробітниками, з метою отримання інформації щодо виконання наступних завдань:
- Ефективність і раціональність діяльності;
- Достовірність фінансової звітності;
- Дотримання законів і нормативних актів.

Широке поняття, внутрішній контроль включає все, що контролює ризики для організації.
Під внутрішнім контролем розуміють систему заходів, що забезпечують найефективніше виконання всіма працівниками своїх службових обов'язків при здійсненні господарських операцій. При цьому передбачається не тільки функціонування контрольно-ревізійного підрозділу організації, але також створення систем всеоб'ємного контролю, коли він стає справою усього апарату управління підприємством.

## Елементи внутрішнього контролю

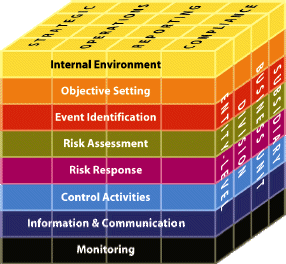
Модель COSO

- внутрішнє середовище (середовище контролю) — процеси, операції, регламенти, структури та розподіл повноважень щодо їх виконання, правила та принципи управління людськими ресурсами, спрямовані на забезпечення виконання установою завдань і функцій та досягнення встановлених мети (місії), стратегічних та інших цілей, планів і вимог щодо діяльності установи;

- управління ризиками — діяльність керівництва та працівників установи з ідентифікації ризиків, проведення їх оцінки, визначення способів реагування на ідентифіковані та оцінені ризики, здійснення перегляду ідентифікованих та оцінених ризиків для виявлення нових і таких, що  зазнали змін;
- заходи контролю — сукупність запроваджених в установі управлінських дій, які здійснюються керівництвом усіх рівнів та працівниками для впливу на ризики з метою досягнення мети та стратегічних цілей установи;
- інформація та комунікація — створення інформації, здійснення її збору, документування, проведення аналізу, передача інформації та користування нею керівництвом і працівниками установи для виконання і оцінювання результатів виконання завдань та функцій;
- моніторинг — відстеження стану організації та функціонування системи внутрішнього контролю в цілому та / або окремих його елементів.[1]